# Mi tierra (canción de Wendy Sulca)
Mi tierra es una canción de la cantante peruana Wendy Sulca. El vídeo musical se estrenó el 3 de agosto de 2018 a través de Youtube. El sencillo fue liberado el 10 de agosto de 2018 a través de las plataformas de música iTunes Store, Deezer y Spotify.

## Composición y Lanzamiento
La canción fue compuesta por Gonzalo Calmet Otero, director musical del proyecto de Wendy Sulca.
“Mi Tierra” es una canción en la que Wendy Sulca le canta al Perú y a las raíces, una canción sobre nunca olvidar de dónde se viene y hacia dónde se va, y que busca que los jóvenes revaloricen las costumbres de su país.
El sencillo musical fue liberado en las principales plataformas digitales de música el 10 de agosto de 2018.

## Vídeo Musical
El vídeo musical fue realizado por Pasaje 18 bajo la dirección de Gustavo de la Torre Casal y se estrenó el 3 de agosto de 2018.
El videoclip se grabó en Huacaña (Ayacucho), tierra de la familia de Wendy Sulca, en el que además se rodaron originalmente los vídeos de La Tetita y Cerveza. El vídeo busca revalorar las costumbres de esta región del Perú, mostrándolas ante los espectadores del mundo entero.